# Denise van Rijswijk
Denise van Rijswijk (Vlaardingen, 20 oktober 1978) is een Nederlandse zangeres bekend van de Vengaboys.

## Loopbaan
In 1997 trad ze toe tot de Vengaboys, die eind jaren negentig wereldwijd meerdere hits hadden en honderdduizenden albums verkochten. In 2002 verliet Van Rijswijk de groep. Ze probeerde een solocarrière te beginnen door in 2003 met een cover van Paula Abduls Straight up naar buiten te komen. De poging mislukte echter. De single bleef steken in de tipparade.
Van Rijswijk trouwde in 2004 met acteur Winston Post. Samen hebben zij een zoon (2005) en een dochter (2015). Sinds 2006 maakt ze weer deel uit van de Vengaboys. In 2013 brachten die na een concerttournee door Australië de single Hot Hot Hot uit.
Van 2012 tot het einde was Van Rijswijk choreografe van de boyband MainStreet. Op 17, 18 en 19 mei 2013 was Van Rijswijk, met de Vengaboys, te gast bij De Toppers in de Amsterdam ArenA.
Van Rijswijk is een oud-buurmeisje van Bas van Toor.